# Домбрувка (герб)
Домбрувка — польский дворянский герб.

## Описание
В голубом поле на ребре серебряной подковы золотой крест о трёх скрещённых концах, и такие же два креста от шипов косвенно вверх выходящие.
В вершине шлема золотой лев, влево, с ликторским пуком в лапах. Намёт голубой с серебряным подбоем. Герб внесён в Гербовник дворянских родов Царства Польского, часть 1, стр. 211.

## Герб используют
Вышеописанный герб вместе с потомственным дворянством Всемилостивейше пожалован Осипу-Алексею Павлову сыну Моравскому, члену Государственного совета, председателю главной дирекции Земского кредитного общества в Царстве Польском за усердную и полезную службу на основании 4-й и 3-го пункта 16 статьи Положения о Дворянстве 1836 г., Высочайшею грамотою Государя императора и царя Николая I, 1839 г. октября 2 (14) дня.